# Suite parentale
Pour les articles homonymes, voir Suite.

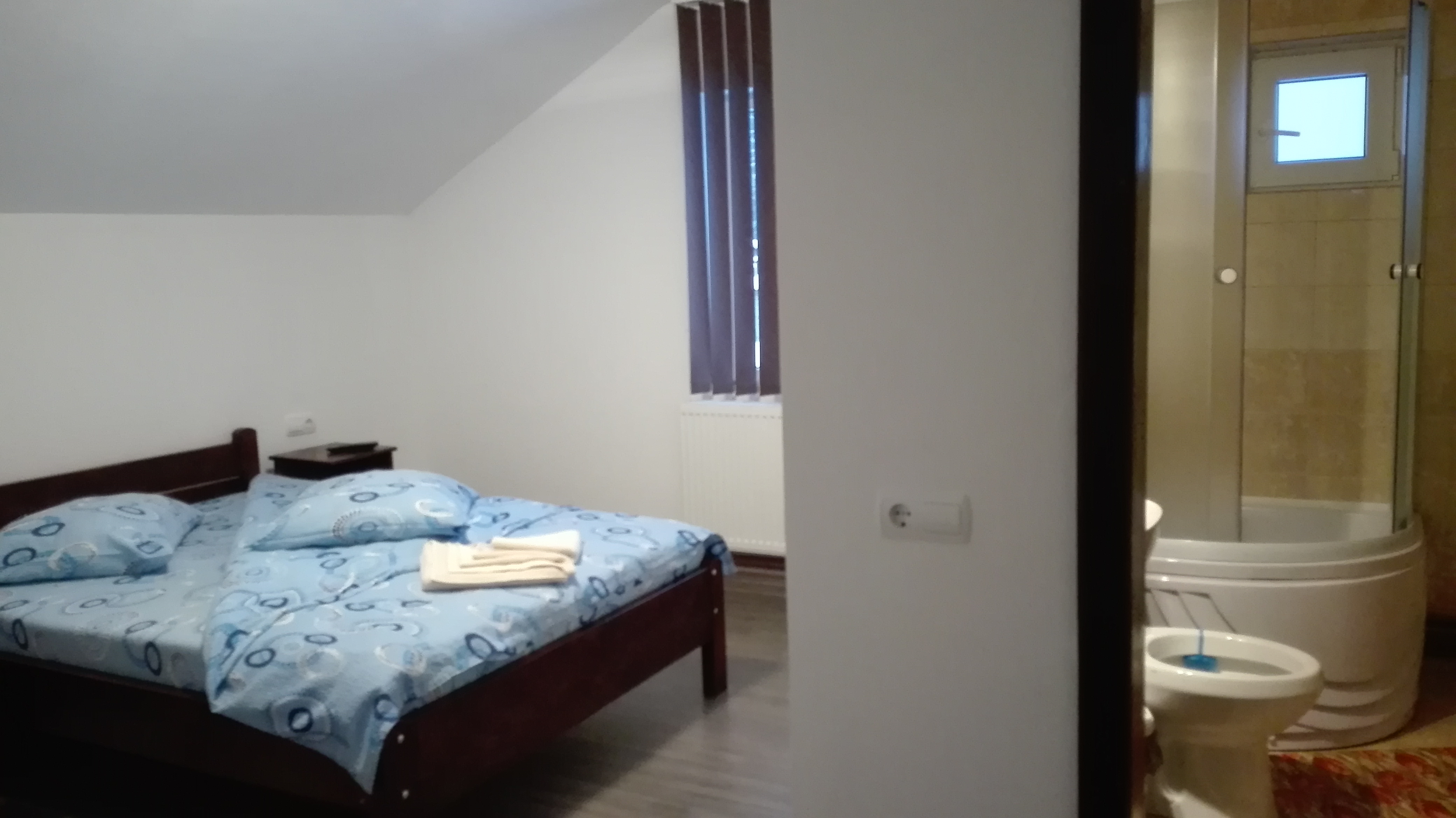
La salle de douche est reliée directement dans la chambre.

Une suite parentale est, en architecture, notamment dans un logement récent, un ensemble de pièces exclusivement réservées à la vie intime des parents.

## Composition
La suite parentale se compose :
- d'une chambre à coucher
- d'une salle d'eau[1].

Lorsque l'espace est suffisant, elle peut également comporter une garde-robe, un bureau ou un salon de détente,.
Dans certains cas, on accède aux différentes pièces de la suite par l'intermédiaire d'un vestibule.